# 駒田格知
駒田 格知（こまだ のりとも、1945年 - ）は、日本の魚類学者。医学博士。

## 経歴
1945年、三重県出身。岐阜大学大学院農学研究科（修士課程）を修了し、朝日大学歯学部及び同学大学院歯学研究科助教授を務めた後、名古屋女子大学家政学部及び同学大学院生活学研究科教授に就任。朝日大学に就職後は、当時長良川河口堰の建設や魚類の奇形の発生が社会問題となっていたこともあり、木曽三川でアユの研究を開始した。駒田が研究を開始した1970年代には多くのアユに関する研究が世界中で発表されていたことから、周囲は冷ややかな反応を示したが、アユに形態異常の多い理由を解明した研究がなのことを知り、長期的にその研究に取り組んだ。
第30回全国豊かな海づくり大会開催候補地選定委員会及び同大会〜ぎふ長良川大会〜テーマ・キャラクター検討委員会、同放流魚検討委員会において委員長を務めた。

## 著書
- 駒田格知 (1986), “条鰭類(亜綱)”, in 後藤仁敏; 大泰司紀之, 歯の比較解剖学, 医歯薬出版, pp. 64-80, ISBN 4263400704

## 論文
- 国立情報学研究所収録論文 国立情報学研究所